# کیونی (تگزاس)
کیونی، تگزاس(به انگلیسی: Cuney, Texas) شهری در ایالت تگزاس از ایالات جنوبی ایالات متحده آمریکا است. در سرشماری سال ۲۰۰۰، جمعیت این شهر 145 نفر اعلام شد .